# 루가-사도행전
루가-사도행전(Luke-Acts)은 신약성경에 있는 루가의 복음서와 사도행전을 묶어 부르는 이름이다. 이 두 책은 본래 한 명의 책이었으며, 모두 루가의 저작으로 알려져 있다. 예수의 공생애와 이후 사도들의 사역 및 사도 시대 동안 기독교를 계속 전파한 이들의 이야기를 담고 있다. 누가-사도행전, 혹은 루카-사도행전이라고 할 수도 있다.
사도행전과 루가의 복음서는 익명의 같은 저자가 쓴 두 권의 작품인 루가-사도행전을 이룬다. 전통적으로 저자는 사도 바울로와 함께 여행했던 의사 루가로 여겨진다. 이 책은 보통 서기 80-90년경에 기록된 것으로 보지만, 일부 학자들은 서기 110-120년경으로 보기도 한다. 많은 현대 학자들은 의사 루가에게 귀속되는 것에 의문을 제기하며, 20세기 말에는 이 주제에 대한 비판적 의견이 거의 동등하게 나뉘었다고 평가되었다. 대부분의 학자들은 루가-사도행전의 저자가 루가로 명명되든 아니든, 바울의 동반자였다고 주장하지만, 바울 서신과 모순되는 점들이 반론으로 제기되기도 한다. 첫 번째 부분인 루가의 복음서는 하느님이 나자렛 예수의 생애, 죽음, 부활을 통해 세상의 구원을 위한 자신의 계획을 어떻게 성취했는지 이야기한다. 사도행전은 1세기 기독교의 이야기를 계속하며, 예수의 승천으로 시작하여 하늘로 올라간다. 예루살렘 초대 교회를 배경으로 하는 초기 장에서는 오순절 사건(성령 강림)과 예루살렘에서의 기독교인 축출, 그리고 안티오키아 교회의 설립을 묘사한다. 후기 장에서는 사도 바울로의 전도가 계속되는 과정을 서술하며, 그가 로마에 투옥되어 재판을 기다리는 것으로 끝을 맺는다.

루가-사도행전은 신학적인 문제, 즉 유대인의 메시아가 어떻게 압도적으로 비유대인 중심의 교회를 갖게 되었는가에 대한 답을 찾으려는 시도이다. 이 책이 제시하는 답은 유대인들이 그것을 거부했기 때문에 그리스도의 메시지가 이방인에게 전파되었다는 것이다. 루가-사도행전은 유대인들에게 보내는 예수 운동에 대한 변호문으로도 볼 수 있다. 사도행전의 대부분의 연설과 설교는 유대인 청중에게 향하며, 로마인들은 유대인의 관습과 율법에 관한 분쟁에서 외부 중재자 역할을 한다. 한편으로 루가는 예수의 추종자들을 유대인의 한 종파로 묘사하며, 따라서 공인된 종교로서 법적 보호를 받을 자격이 있음을 변호한다. 다른 한편으로 루가는 하느님이 유대인과 기독교인을 위해 의도한 미래에 대해 불확실한 것처럼 보인다. 그는 예수와 그의 즉각적인 추종자들의 유대성을 찬양하면서도 유대인들이 메시아를 어떻게 거부했는지 강조한다.

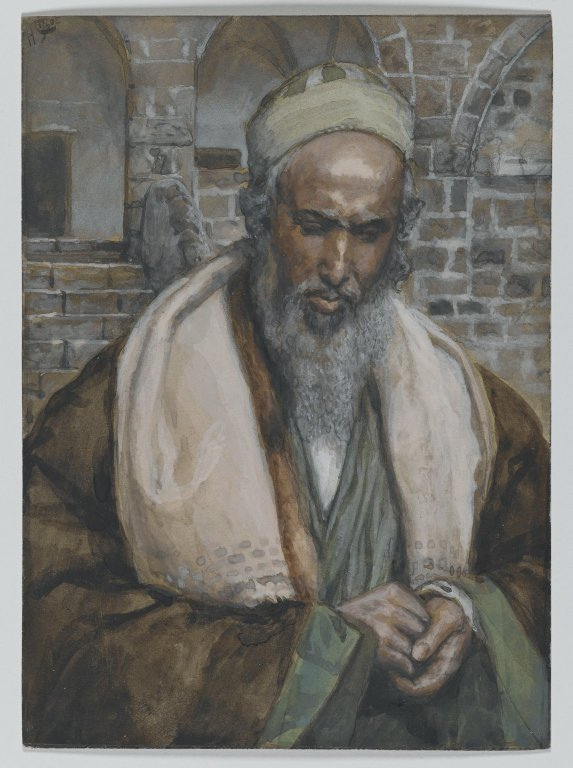
제임스 티소가 그린 복음사가 루가 (c. 1886–94)

## 저자
루가복음과 사도행전은 모두 데오필로라는 사람에게 쓰여진 이야기이다. 사도행전은 "내가 첫 번째로 쓴 책에서"로 시작하는데, 이는 아마도 루가복음을 가리키는 것으로 보인다. 이 두 권이 동일 인물에 의해 쓰여졌다는 견해는 학자들 사이에서 거의 만장일치이다. 루가-사도행전은 때때로 출판된 성경이나 신약성경에서 단일 서적으로 제시되기도 했는데, 예를 들어 《The Original New Testament》(1985)와 《The Books of the Bible》(2007)이 그러하다.
루가복음은 네 복음서 중 가장 길고 신약성경에서 가장 긴 책이다. 사도행전과 함께 루가-사도행전이라 불리는 동일 저자의 두 권으로 이루어진 작품이다. 루가-사도행전 신학의 핵심은 "구원 역사"인데, 이는 저자가 하나님이 역사 속에서 행동해 왔고 앞으로도 행동할 방식으로 하나님의 목적이 드러난다고 이해한 것이다.

## 구성과 배경
이 작품은 1세기 기독교 역사를 세 단계로 나눈다. 복음서는 이 중 첫 두 단계를 구성하는데, 이는 메시아이신 예수가 탄생하여 세례자 요한과의 만남을 통해 지상 사역을 시작하고, 이어서 그의 지상 사역, 수난, 죽음, 부활(복음서 자체의 이야기를 마무리)에 이르는 과정이다. 복음서의 출처는 마르코의 복음서 (그리스도의 지상 생애 이야기), 가상의 어록 모음인 Q자료 (그의 가르침), 그리고 이 복음서에만 있는 L (루가를 뜻함) 자료로 여겨진다.
이 작품은 헬레니즘의 영향을 받았으며, 아마도 영지주의적인 역사 이해에 대항하기 위해 이방인 독자들을 대상으로 쓰여졌을 것이다. 2세기 유명한 이단자인 마르키온은 마르키온 복음서로 알려진 변형된 루가복음을 사용했지만, 사도행전은 사용하지 않았다. 아마 그가 사도행전의 존재를 몰랐거나 그의 성경 정경에서 의도적으로 제외했기 때문일 것이다. 원정통 변증가인 이레네오는 사도행전을 처음으로 사용하고 언급했는데, 특히 마르키온파에 대항하여 사용했다.
일부 학자들은 루가-사도행전에 두 가지 버전이 있으며, 긴 버전은 짧은 버전보다 10~20% 더 길다고 본다. 어느 것이 먼저 나왔는지에 대해서는 학자들 간 의견이 일치하지 않는다.

## 같이 보기
- 사도행전의 잃어버린 장

## 참고 문헌
- Allen, O. Wesley Jr. (2009). 〈Luke〉.   Petersen, David L.; O'Day, Gail R. 《Theological Bible Commentary》. Westminster John Knox Press. ISBN 978-1-61164-030-4.
- Hedrick, Charles W.; Hodgson, Robert Jr. (1986), 《Nag Hammadi, Gnosticism, and Early Christianity: Fourteen Leading Scholars Discuss the Current Issues in Gnostic Studies》, Peabody, Massachusetts: Hendrickson Publishers, ISBN 978-0913573167
- Johnson, Luke Timothy (2010). 《The New Testament: A Very Short Introduction》. Oxford University Press. ISBN 978-0-19-974599-9.
- Thompson, Richard P. (2010). 〈Luke–Acts: The Gospel of Luke and the Acts of the Apostles〉.   Aune, David E. 《The Blackwell Companion to The New Testament》. Wiley–Blackwell. 319쪽. ISBN 978-1-4443-1894-4.
- Joseph B. Tyson, Marcion and Luke-Acts: A defining struggle, University of South Carolina Press, 2006, ISBN 1-57003-650-0